# Иседони
Иседони са древен номаден народ от Централна Азия описани от Херодот (484 – 425 г. BC) в неговата История (IV.16-25) и от Птолемей (100 – 170 г. AD) в неговата География. Според Херодот иседоните са разположени срещу масагетите, които са били на изток от Каспийско море (или по-скоро Арал); но иседоните, както изглежда, са били разположени далеч на изток. Иседоните и масагетите са описани от Херодот като подобни, но все пак различни от скитите.
Според Птоломей иседоните се намират далеч на изток по пътя на коприната, вероятно в източен Туркестан (северозападен Китай), Синдзян.
Иседоните имали общи жени и са описвани като практикуващи ритуален канибализъм:
" Когато умре бащата на един човек всичките му роднини водят говедата си при него, жертват ги и разрязват месото на добитъка и мъртвия баща на човека; след това смесвайки всичко заедно, те оформят празнична храна. Що се отнася до главата на мъжа, те издърпват косата, изчистват я и я покриват със злато. След това я използват като религиозна статуя и правят жертвоприношения пред нея годишно. Синът на бащата прави това, точно както гърците практикуват генезията." Иначе иседоните са справедливи, а жените имат еднаква сила както мъжете.
Според някои учени иседоните са идентични хора с усуните от китайските източници.